# Bergtjärnen (Norrfjärdens socken, Norrbotten, 728961-175174)
Bergtjärnen är en sjö i Piteå kommun i Norrbotten och ingår i Alterälvens huvudavrinningsområde.